# Campylognathoididae
Campylognathoididae — родина птерозаврів, що існувала у пізньому тріасі — ранній юрі (216—175 млн років тому). Викопні рештки знайдені в Європі (Німеччина, Австрія).

## Опис
Campylognathoididae були досить маленькими птерозаврами, які могли досягати розмаху крил близько одного метра. У них був подовжений череп, характерний для всіх пізніших птерозаврів, після більш примітивних родин Anurognathidae і Dimorphodontidae, які мали досить високі черепа. У той же час квадратна кістка, яка раніше була вертикальною, витягнулася вперед і стала приймати більш горизонтальне положення.